# Рой (Вашингтон)
Рой (англ. Roy) — місто (англ. city) в США, в окрузі Пірс штату Вашингтон. Населення — 816 осіб (2020).

## Географія
Рой розташований за координатами 46°59′25″ пн. ш. 122°32′27″ зх. д. / 46.99028° пн. ш. 122.54083° зх. д. (46.990392, -122.540798).  За даними Бюро перепису населення США в 2010 році місто мало площу 1,26 км², з яких 1,26 км² — суходіл та 0,00 км² — водойми.

## Демографія
Згідно з переписом 2010 року, у місті мешкали 793 особи в 303 домогосподарствах у складі 215 родин. Густота населення становила 629 осіб/км².  Було 326 помешкань (259/км²).
Расовий склад населення:
| - 82,0 % — білих - 3,7 % — азіатів - 3,2 % — чорних або афроамериканців - 2,4 % — корінних американців - 0,9 % — вихідців з тихоокеанських островів |

До двох чи більше рас належало 7,2 %. Частка іспаномовних становила 3,8 % від усіх жителів.
За віковим діапазоном населення розподілялося таким чином: 26,0 % — особи молодші 18 років, 65,4 % — особи у віці 18—64 років, 8,6 % — особи у віці 65 років та старші. Медіана віку мешканця становила 35,9 року. На 100 осіб жіночої статі у місті припадало 99,7 чоловіків;  на 100 жінок у віці від 18 років та старших — 98,3 чоловіків також старших 18 років.
Середній дохід на одне домашнє господарство  становив 68 021 долар США (медіана — 51 765), а середній дохід на одну сім'ю — 82 012 долари (медіана — 63 750). Медіана доходів становила 53 750 доларів для чоловіків та 31 875 доларів для жінок. За межею бідності перебувало 13,4 % осіб, у тому числі 21,7 % дітей у віці до 18 років та 4,9 % осіб у віці 65 років та старших.
Цивільне працевлаштоване населення становило 274 особи. Основні галузі зайнятості: освіта, охорона здоров'я та соціальна допомога — 35,0 %, публічна адміністрація — 14,6 %, роздрібна торгівля — 11,3 %, виробництво — 9,9 %.